# Andrzej Dudycz

Pierwotny herb Andrzeja Dudycza

Andrzej Dudycz (także: węg.: András Dudith de Horahovicza lub Hardelatti von Horebowitz, chor.: Andrija Dudić Orehovički; ur. 16 lutego 1533 w Budzie, zm. 23 lutego 1589 we Wrocławiu) – był węgierskim szlachcicem pochodzenia chorwackiego, naturalizowanym Polakiem, humanistą, dyplomatą, pisarzem, katolickim biskupem Kninu i Peczu, działaczem reformacyjnym braci polskich i braci czeskich.

## Życiorys

### Biskup i dyplomata
Urodzony w stolicy Królestwa Węgier w zamożnej rodzinie szlacheckiej. Studiował we Wrocławiu, Włoszech, Wiedniu, Brukseli i Paryżu.
W 1560 król Ferdynand I Habsburg mianował go biskupem Kninu w Chorwacji (wówczas części Węgier). Uczestniczył w Soborze Trydenckim w latach 1545–1563, gdzie na polecenie króla Ferdynanda domagał się wprowadzenia komunii pod dwiema postaciami. Następnie został mianowany biskupem Fünfkirchen (Pecz).
Cesarz Maksymilian II 14 czerwca 1574, potwierdził szlachectwo Andrzeja Dudycza i nadał mu nowy herb – udostojniony cesarskim orłem. Polski indygenat otrzymał Dudycz prawdopodobnie w 1575.

### W Polsce
Dudycz przyjechał do Polski do Krakowa w 1565 jako ambasador cesarza Maksymiliana. Tam związał się z ruchem braci polskich, zrezygnował z funkcji biskupa i ożenił się. Został też poddanym króla polskiego. Chociaż jego przynależność do polskich unitarian nigdy nie była oficjalna, jednak jest powszechnie uznawany za jednego z ważnych działaczy tego kierunku religijnego.
W 1583 kupił miasteczko Śmigiel (ważny ośrodek polskiej reformacji) od członka wspólnoty braci polskich Stanisława Gilowskiego.
Dudycz korespondował z najważniejszymi europejskimi unitarianami (m.in. Jerzy Blandrata, Jakub Paleolog, Faust Socyn i Ferenc Dávid). W krakowskim domu Dudycza mieszkał Jakub Paleolog i stamtąd wyjechał do Siedmiogrodu.
Po wyborze Stefana Batorego na króla Polski, Dudycz opuścił Kraków. Wcześniej prowadził agitację na rzecz wyboru przeciwnika Batorego, cesarza Maksymiliana II.   Zamieszkał we Wrocławiu, następnie na Morawach, gdzie związał się z braćmi czeskimi.
Chociaż Dudycz popierał reformację, to jednak odrzucał ekstremizm religijny (zgodnie z tym, co głosił Erazm z Rotterdamu) i potępiał fanatyzm zarówno protestantów jak katolików.
Zmarł we Wrocławiu i tu został pochowany w luterańskim kościele św. Elżbiety.